# Fußball-Weltmeisterschaft 1998/England
Die englische Fußballnationalmannschaft bei der Fußball-Weltmeisterschaft 1998 in Frankreich:

## Qualifikation
Nach dem Halbfinalaus bei der EM 1996 im eigenen Land begann die Qualifikation für England mit einem Traumstart. England schaffte drei Siege in Folge: Zwei Auswärtssiege gegen die ehemaligen Sowjetrepubliken Moldawien und Georgien und einen Heimsieg gegen Polen. Es folgte die erste Heimniederlage gegen den größten Rivalen in der Qualifikationsgruppe, Italien. Danach folgten nur noch Siege und ein Unentschieden. So konnten wiederum Moldawien, Georgien und Polen geschlagen werden, bevor es abschließend zu einem 0:0 in Italien kam.
Da Italien nach dem Sieg in England Punkte beim Auswärtsspiel in Polen (0:0) und beim Auswärtsspiel in Georgien (0:0) ließ, reichte England das Unentschieden in Italien zu Platz 1 in der Gruppe 2. Die direkte Qualifikation zur Endrunde in Frankreich war damit gelungen.
| Moldawien | - | England   | 0:3 |
| England   | - | Polen     | 2:1 |
| Georgien  | - | England   | 0:2 |
| England   | - | Italien   | 0:1 |
| England   | - | Georgien  | 2:0 |
| Polen     | - | England   | 0:2 |
| England   | - | Moldawien | 4:0 |
| Italien   | - | England   | 0:0 |

## Englisches Aufgebot
| Nr.               | Name             | Verein vor WM-Beginn | Geburtstag | Spiele   | Tore     |          |          |          |          |
| Torhüter          | Torhüter         | Torhüter             | Torhüter   | Torhüter | Torhüter | Torhüter | Torhüter | Torhüter | Torhüter |
| ----------------- | ---------------- | -------------------- | ---------- | -------- | -------- | -------- | -------- | -------- | -------- |
| 1                 | David Seaman     | FC Arsenal           | 19.09.1963 | 4        | 0        | 1        | 0        | 0        |          |
| 13                | Nigel Martyn     | Leeds United         | 11.08.1966 | 0        | 0        | 0        | 0        | 0        |          |
| 22                | Tim Flowers      | Blackburn Rovers     | 03.02.1967 | 0        | 0        | 0        | 0        | 0        |          |
| Abwehrspieler     |                  |                      |            |          |          |          |          |          |          |
| 2                 | Sol Campbell     | Tottenham Hotspur    | 18.09.1974 | 4        | 0        | 1        | 0        | 0        |          |
| 3                 | Graeme Le Saux   | FC Chelsea           | 17.10.1968 | 4        | 0        | 0        | 0        | 0        |          |
| 5                 | Tony Adams       | FC Arsenal           | 10.10.1966 | 4        | 0        | 0        | 0        | 0        |          |
| 6                 | Gareth Southgate | Aston Villa          | 03.09.1970 | 2        | 0        | 0        | 0        | 0        |          |
| 12                | Gary Neville     | Manchester United    | 18.02.1975 | 3        | 0        | 0        | 0        | 0        |          |
| 18                | Martin Keown     | FC Arsenal           | 24.07.1966 | 0        | 0        | 0        | 0        | 0        |          |
| 21                | Rio Ferdinand    | West Ham United      | 07.11.1978 | 0        | 0        | 0        | 0        | 0        |          |
| Mittelfeldspieler |                  |                      |            |          |          |          |          |          |          |
| 4                 | Paul Ince        | FC Liverpool         | 21.10.1967 | 4        | 0        | 1        | 0        | 0        |          |
| 7                 | David Beckham    | Manchester United    | 02.05.1975 | 3        | 1        | 0        | 0        | 1        |          |
| 8                 | David Batty      | Newcastle United     | 02.12.1968 | 4        | 0        | 0        | 0        | 0        |          |
| 11                | Steve McManaman  | FC Liverpool         | 11.02.1972 | 1        | 0        | 0        | 0        | 0        |          |
| 14                | Darren Anderton  | Tottenham Hotspur    | 03.03.1972 | 4        | 1        | 0        | 0        | 0        |          |
| 15                | Paul Merson      | FC Middlesbrough     | 20.03.1968 | 1        | 0        | 0        | 0        | 0        |          |
| 16                | Paul Scholes     | Manchester United    | 16.11.1974 | 4        | 1        | 1        | 0        | 0        |          |
| 17                | Rob Lee          | Newcastle United     | 01.02.1966 | 1        | 0        | 0        | 0        | 0        |          |
| Stürmer           |                  |                      |            |          |          |          |          |          |          |
| 9                 | Alan Shearer     | Newcastle United     | 13.08.1970 | 4        | 2        | 1        | 0        | 0        |          |
| 10                | Teddy Sheringham | Manchester United    | 02.04.1966 | 2        | 0        | 0        | 0        | 0        |          |
| 19                | Les Ferdinand    | Tottenham Hotspur    | 08.12.1966 | 0        | 0        | 0        | 0        | 0        |          |
| 20                | Michael Owen     | FC Liverpool         | 14.12.1979 | 4        | 2        | 0        | 0        | 0        |          |
| Trainer           |                  |                      |            |          |          |          |          |          |          |
|                   | Glenn Hoddle     |                      | 27.10.1957 |          |          |          |          |          |          |

## Vorrunde
England wurde von der FIFA bei der Auslosung der Gruppenspiele „gesetzt“, obwohl es für das vorangegangene Turnier in den USA nicht qualifiziert war. Jedoch konnte England 1986 das Viertelfinale erreichen und konnte 1990 sogar den vierten Platz belegen. Zugelost wurden den Engländern die Teams aus Rumänien, Kolumbien und Tunesien.
Gegen Tunesien lief alles plangemäß, England konnte 2:0 gewinnen. Die darauffolgende Partie gegen Rumänien ging dann durch ein Tor in der letzten Minute verloren. Die Öffentlichkeit in England forderte nun vehement den Einsatz der beiden Jungstars David Beckham und Michael Owen, dem sogar schon das zwischenzeitliche 1:1 gegen Rumänien gelang. Um den Einzug ins Achtelfinale perfekt zu machen, brauchte England im dritten Vorrundenspiel einen Sieg gegen Kolumbien, das gegen Tunesien ebenfalls gewinnen konnte und gegen Rumänien verloren hatte. Das Spiel endete 2:0 für England. Damit wurde England Gruppenzweiter hinter Rumänien, dem zeitgleich ein 1:1 gegen Tunesien zum Gruppensieg reichte.
| England  | - | Tunesien  | 2:0 |
| Rumänien | - | England   | 2:1 |
| England  | - | Kolumbien | 2:0 |

## Finalspiele
Im Achtelfinale traf man auf Argentinien. In Erinnerung war immer noch das Aufeinandertreffen der beiden Teams aus dem Viertelfinale 1986, in dem Diego Maradona das berühmte Tor mit der „Hand Gottes“ erzielte. Bereits in der 6. Minute konnte Gabriel Batistuta das argentinische Team durch einen Foulelfmeter in Führung bringen. Diese hielt jedoch nicht lange an, da Alan Shearer bereits in der 10. Minute ebenfalls durch Foulelfmeter ausgleichen konnte. Es folgte der geniale Auftritt des damals erst 18-jährigen Michael Owen, der England in der 16. Minute nach einem wunderschönen Solo erstmals in Führung bringen konnte. Kurz vor dem Halbzeitpfiff konnte Argentinien dann durch Javier Zanetti wiederum ausgleichen.
In der 47. Minute ereignete sich dann die wahrscheinliche Schlüsselszene des Spiels. Nach einem Foul revanchierte sich David Beckham durch Nachtreten und wurde vom dänischen Schiedsrichter Nielsen vom Platz gestellt. In der Heimat schlug Beckham danach blanker Hass entgegen.
Weder in der regulären Spielzeit noch in der Verlängerung konnte eine Mannschaft das Spiel entscheiden. In der Verlängerung wurde den dezimierten Engländern noch ein Tor von Sol Campbell aberkannt, welches den Sieg durch Golden Goal bedeutet hätte. Es folgte ein Elfmeterschießen, bei dem David Batty dann den entscheidenden Elfmeter vergab. Argentinien konnte ins Viertelfinale einziehen. Für England war das Turnier damit beendet.
| Argentinien | - | England | 2:2 n. V. (2:2, 2:2), 4:3 i. E. |